# 우디네세 칼초
우디네세 칼초(Udinese Calcio S.p.A.)는 프리울리베네치아줄리아주 우디네를 연고로 하는 이탈리아의 축구 클럽이다.
최근에는 세리에 A에 속해있고 1896년에 창단 되었으며 이탈리아의 축구 클럽 중 제노아 다음으로 오래된 클럽이다.
전통적인 홈 유니폼은 검은색과 하얀색 줄무늬 셔츠와 검은색 바지, 하얀색 양말이다. 홈 경기장은 수용인원 25,144명(최근에는 30,900명으로 제한됐다.)인 스타디오 프리울리이다. 우디네세는 프리울리베네치아줄리아주에 디지털 지상파 방송으로 우디네세 TV를 방송하고 있다. 이 방송은 프리울리와 그 주변 지역에 많은 수의 팬들이 있다.

## 역사

### 창단과 초기 역사
우디네세 칼초는 Società Udinese di Ginnastica e Scherma(우디네세 체조, 펜싱 사회단)의 일부로서 설치됐었다. 창단 후 몇 년 안에 트레비소에 있던 축구클럽 페라라 칼초를 2-0 승리를 거둔다. 허나 이 기록은 공식적으로 인정되진 않았다.
1911년 7월 5일에 우디네세의 일부 체조선수들이 루이지 달 단의 주도하에 의해서 AC 우디네세를 설립하였고 FIGC에 등록까지 하였다. 첫 데뷔경기로 유벤투스 팔마노바와 친선전을 가졌고 6:0 승리를 거뒀다.
1912-13 시즌에 우디네세는 처음으로 공식 FIGC 챔피언십에 참가하였다. 그해에 세 개의 팀(페트라르카와 파도바)으로 구성된 Campionato Veneto di Promozione에 등록하였다. 파도바에 2번의 승리(3-1, 5-0)를 거둬, 토너먼트에서 2위를 차지하여 프리마 카테고리아로 승격하였으나 전국구리그 단계에는 도달하지 못하고 Eliminatoria Veneta에서 번번히 탈락하였다.

### 20년대: 코파 이탈리아 결승전
Eliminatoria Veneta에서 프리울리가 사라짐으로서 끝난 1920-21 시즌은 기억할 만한 시즌이다. 그 이유는 Zebrette에서만 17 시즌을 뛰어 팀내 최다 출장 기록을 가진 지노 벨로토가 데뷔한 시즌이기 때문이다.
1922 시즌에 우디네세는 빅클럽들의 비참가로 인해 해택을 누리게 되는데, 1921-22 이탈리아 풋볼 챔피언십에 참가하였고 코파 이탈리아 결승전까지 올랐다(추가 시간에 터진 골로 FC 발도에게 1-0 패배를 했다).
리그에서는 다음 시즌에도 최상위리그에 있을 수 있는 Girone Eliminatorio Veneto에서 2위를 기록하여 시즌을 마쳤다. 하지만 챔피언십의 개편으로 리그내 팀의 수가 줄어들었다.
1922-23 시즌은 우디네세에 처참한 시즌 중 하나였을 것이다. 그들은 리그 하위를 기록하며 2부 리그로 강등당했다. 팀은 1923년에 실패로 인한 빚으로 인해 위협을 받았다. 1923년 8월 24일에 AC 우디네세 푸리울리로부터 AC 우디네세가 갈라져 나왔고 클럽은 예산과 자율적인 보드진이 세워졌다. 다행스럽게도 모든 빚은 알레산드로 델 토로소 회장이 자신의 그림 일부를 매각하는등 이로 의해 지불되었다. 우디네세는 이로 인해 2부 리그에 참여할 수 있었고 4위를 기록했다.
1924-25 시즌도 기억할 만한 시즌이다. 팀은 2부리그 그룹 F에 포함되었다. 챔피언십은 매우 매끄러웠지만 토너먼트의 끝에는 세 개의 팀(우디네세, 비첸차, 올림피아 리베르)이 우승을 놓고 논란이 일어났다. 플레이오프가 결승전 진출을 결정하기 위해 필요해졌다.
우디네세는 플레이오프에서 올림피아를 1-0으로 이기고 비첸차와 1-1 무승부를 거뒀다. 플레이오프에서 우디네세와 비첸차는 서로 승점 3점으로 동점을 이루었다. 다른 플레이오프에서는 이미 승자가 가려진 상태였다. 그래서 우디네세와 비첸차는 서로 2번의 경기를 다시 치렀다. 첫 번째는 0-0 무승부였고 다시 열린 경기에서는 우디네세가 2-1로 패배하였다. 하지만 그 경기에서 비첸차가 비등록 선수 헝가리 출신의 호르버르트를 출전시켰고 경기결과는 무효화 처리되고 우디네세의 승리로 판격되었다. 우디네세는 결승 무대에 진출하였다.
결승무대에서 우디네세는 1위를 기록하여 파르마와 함께 1부 리그로 승격하였다. 다음 시즌에 우디네세는 10위를 기록하여 다시 강등을 당하였다. 하지만 챔피언십의 구성방식이 다시 개편되었고 우디네세는 1부리그로 다시 올라갈 기회가 생겼다. 우디네세는 세리에 A 플레이오프를 두고 나머지 7개의 팀들과 플레이오프를 치렀다. 플레이오프의 우승 팀은 1부리그에 남아있을 수 있었다. 하지만 클럽은 레냐노에 플레이오프에서 패했으며 1부리그 승격의 기회도 놓치고 말았다.
우디네세는 세리에 A와 세리에 B가 만들어지는 1928-29 시즌까지 2부리그에 있었으며 3부리그(Terza Serie)로 추락했다. 3부 리그에서 첫 시즌에서 대성공을 하여 우디네세는 세리에 B로 승격하였다.

### 30년대와 40년대
세리에 B에서 2년간을 있은후 1931-32 시즌 이후에 팀은 3부리그로 다시 돌아왔다. 우디네세는 Girone Finale Nord di Serie C가 생기게 되는 1938-39 시즌까지 3부리그(후에 세리에 C로 개명되는)에 있었고 팀은 세리에 B로 승격했다.
제브레테는 세리에 B에서 12년간을 있으면서 평균적인 성적을 걷었고 1947-48 시즌 말에 챔피언십 개편으로 세리에 C로 강등이 됐다. 하지만 이 강등 후에 세리에 B 1949-50 시즌에 2위를 기록하는등의 두 번의 연속된 승격으로, 우디네세는 세리에 A로의 역사적인 승격을 이루었다.

### 50년대: 두 번째 세리에 A 도전 그리고 세리에 B로 강등
우디네세는 세리에 A에서 5 시즌을 잔류하였고 1954-55 시즌에는 밀란 바로 뒤인 2위를 기록하며 스쿠테토에 도전하기도 하였다. 그 시즌후에 우디네세는 시즌 마지막날이었던 1953년 5월 31일에 있던 위법행위로 강등이 됐다. 클럽은 세리에 B에서 한 시즌 후에 다시 돌아왔고 다음 시즌에 리그에서 4위를 거뒀다.

### 60년대와 70년대: 쇠퇴
쇠퇴는 훌륭한 시즌 뒤에 따라왔다.우디네세는 먼저 1961-62 시즌에 세리에 B로 강등됐고 1963-64 시즌에는 세리에 C로 강등이 됐다. 우디네세는 세리에 B로 승격할 많은 기회를 놓치며 14년간을 세리에 C에 잔류했다. 1977-78 시즌 마시모 자코미니 감독의 지휘하에 우디네세는 Girone A를 우승함으로써 세리에 B로 돌아왔다. 그들은 같은 기간에 레지나를 무찌르고 Coppa Italia Semiprofessionisti를 우승했으며 앵글로-이탈리안컵 역시도 우승하였다.

### 80년대: 미트로파컵과 1986년의 스캔들
자코미니 감독과 함께하던 시즌 후에, 세리에 B를 우승하고 20년이 더 걸려 세리에 A로 돌아왔다. 세리에 A로 돌아온 첫 시즌에 실망적인 15위를 기록하여 잔류에 성공했다. 유럽 클럽 대항전에서는 미트로파컵을 우승하며 한결 나은 모습을 보였다.
그 다음 시즌에, 팀은 별 다른 어려움없이 강등에서 살아나 남은건 물론이고 1982-83 시즌에는 6위를 기록했다. 그때 우디네세는 클럽 역사에 기록한 위대한 선수들중 하나인 훌륭한 브라질 미드필더 지코가 있었다.
1985-86 시즌 말에 팀은 도박 스캔들에 휘말리게 되었고 1986-87 시즌에 승점 9점을 삭감받는 처벌을 받았다. 이런 처벌에도 우디네세는 될대로 되라는 식의 시즌을 보냈고 세리에 B로 강등됐다. 승점 9점을 삭감받지 않았다면, 우디네세는 잔류할 수 있었다.

### 90년대와 2000년대 초: 유럽

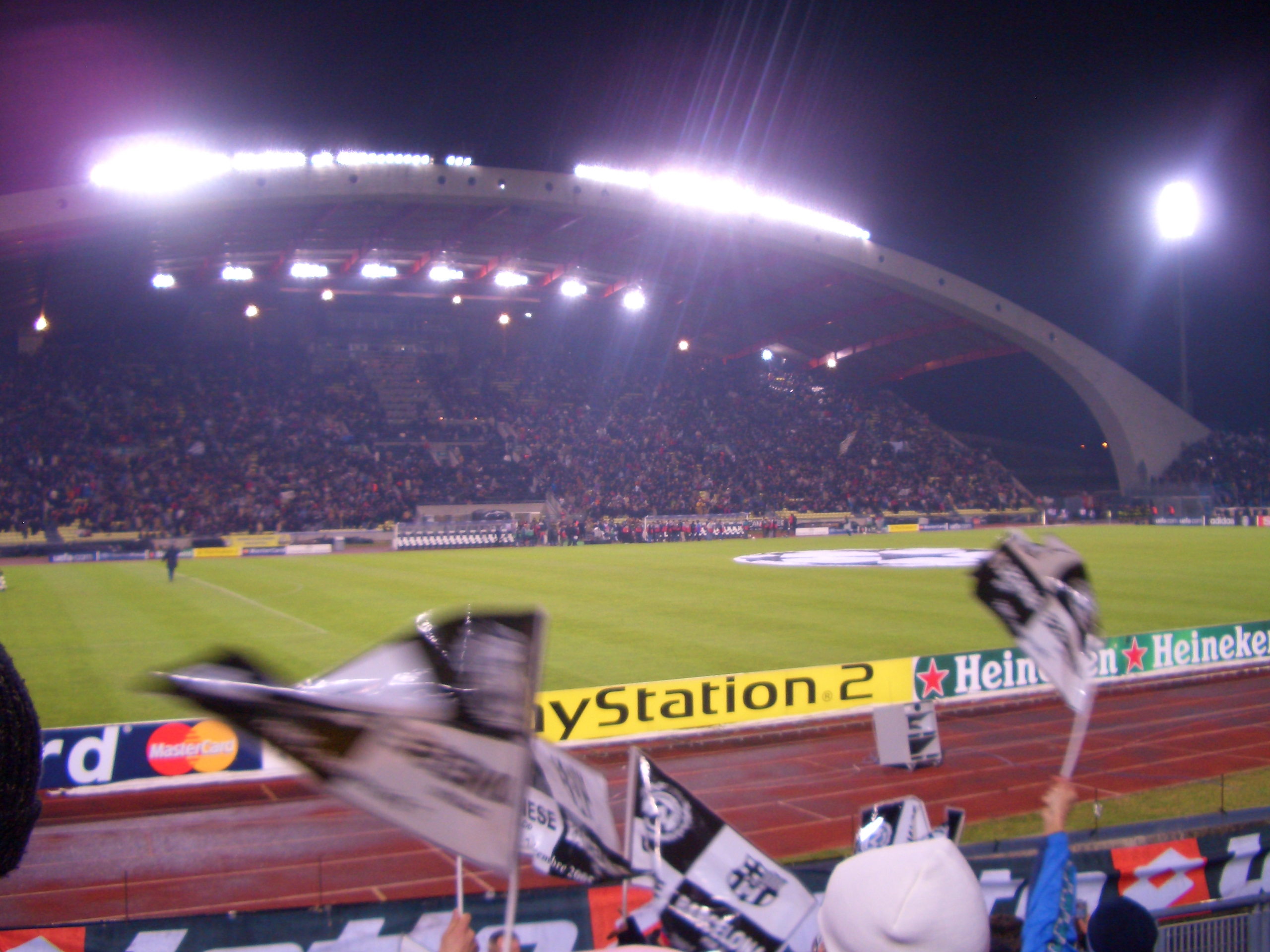
챔피언스 리그 경기 전 스타디오 프리울리

다음 몇 년 동안에, 세리에 A로 승격하였고 몇번씩 세리에 B로 강등을 당하였다. 이 현상은 1995-96 시즌까지 지속되었다.
1996-97 시즌에 우디네세는 알베르토 차케로니의 지휘하에 UEFA 컵 출전권을 따내기도 했다. 다음시즌에 그들은 올리버 비어호프의 27골 덕에 유벤투스와 인테르 뒤를 이어 3위로 시즌을 마쳤다.
2001년 3월에 루차노 스팔레티가 루이지 데 카니오를 대신하여 감독으로 선임됐다. 스팔레티는 시즌 종료 전 두 번째 경기에서 팀을 잔류시켰다. 다음 잠시 동안에 로이 호지슨과 잔 피에로 벤투라가 벤치를 지키다가, 스팔레티를 2002-03 시즌이 시작할 때 우디네세의 감독으로 다시 선임시켰다. 스팔레티는 팀을 규합하고 공격적이고 재밌는 축구를 구사하게하여 다시 UEFA 컵 출전권을 얻어냈다.
2004-05 시즌에는 놀랍게도 4위를 기록하여 우디네세는 클럽역사상 첫 UEFA 챔피언스 리그에 진출한다. 같은 시즌 말에, 스팔레티는 팀을 떠날 의사를 밝혔다.
다음 시즌에, 우디네세는 챔피언스 리그 예선전에 참가하여, 스포르팅 리스본을 합계 4-2로 무찔렀다. 우디네세는 조예선에서 파나티나이코스, 베르더 브레멘, FC 바르셀로나와 같은 조가 되었다.

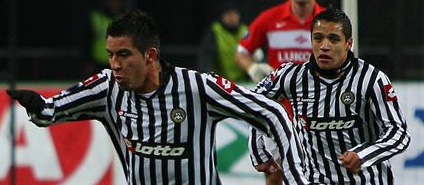
UEFA 컵 경기에서 우디네세 경기를 소화하는 마우리시오 이슬라 (왼쪽)와 알렉시스 산체스 (오른쪽).

파나티나이코스와의 첫 경기에서 빈첸초 이아퀸타의 헤트트릭에도 불구하고 브레멘과 승점 동점을 이루었지만 2위 자리를 내주어 3위로 마감해 16강 진출에 실패했다.

### 최근 역사
챔피언스리그에서 1년 후, 우디네세는 10위로 시즌을 마감했고 또 다시 중위권으로 돌아와버렸다. 이번을 터닝포인트로 2007년 여름에 클럽은 시칠리아 출신 감독 파스콸레 마리노를 선임하였고 파비오 콸리아렐라와 괴칸 인러를 포함한 스쿼드 강화를 하였다.
2007-08 시즌 시작을 리그 챔피언인이였던 인테르와 홈경기에서 무승부를 거두며 순조로운 시작을 하였지만, 첫 홈경기 후에 승강팀이었던 나폴리에 0-5 대패배를 하였다. 이 경기이후에 우디네세에게 행운이 찾아오게되는데, 유벤투스와의 경기에서 뒤늦게 터진 안토니오 디 나탈레의 골로 승리를 하였다. 우디네세는 챔피언스리그 진출권 마지노선인 4위를 두고 밀란과 삼프도리아, 피오렌티나와 시즌을 종료할 때까지 경쟁했으나 궁극적으로는 UEFA 컵 진출권인 7위로 마감했다.
2008-09 시즌이 시작할 때, 기자회견에서 새 시즌 유니폼 발표와 함께 새로워진 공식 홈페이지를 발표했다. 그리고 이탈리아 구단중에서는 매우 참신한 우디네세 채널라고 불리는 첫 축구 클럽 웹 티비 채널을 방송하였다. 이 채널은 완전히 무료이고 전 세계에서 볼 수 있다.
2008-09 시즌에, 우디네세는 세리에 A에서 들쑥날쑥한 경기력으로 로마에게 3-1 승리와 유벤투스에게 2-1 승리를 거두지만 레지나, 키에보와 토리노 등에게 10 경기를 지면서 챔피언스리그 진출권을 놓치게 된다. UEFA 컵에서, 우디네세는 토트넘 핫스퍼, NEC 네이메헌 그리고 스파르타크 모스크바, 디나모 자그레브와 한 조가 되었지만 토트넘에게 2-0으로 확실한 승리를 거두며 쉽게 다음 라운드로 진출했다. 레흐 포즈난을 4-3 승리를 거두며 다음 라운드로 진출했고, 그다음 라운드에서 제니트에게 2-1 승리를 거뒀다. 준준결승전에서 베르더 브레멘을 만나지만, 주전 선수들인 안토니오 디 나탈레와 사미르 한다노비치, 펠리피를 부상으로 잃으며 도합 6-4로 패배하였다. 파비오 콸리아렐라는 UEFA 컵에서만 8골을 기록하였다. 그들은 리그에서 7위를 기록하였다.
2009-10 시즌은 선수들이나 팬들이나 극도로 실망적인 시즌이었다. 안토니오 디 나탈레가 리그에서 29골을 넣어 득점왕이 되었지만, 시즌 내내 강등과 힘겨운 사투를 했다. 시즌 종료 후, 15위로 마감했으며 이는 강등권으로부터 3 계단이 높았을뿐이고 승점도 단 9점 차이밖에 나지 않았다. 그 시즌에 유일한 주목할 점은 16강에서 루메차네, 8강에서 밀란을 꺽고 코파 이탈리아 준결승에 진출했다는 것이다(준결승에서는 로마에게 합계 2-1 패배를 함).
2010년 여름 이적시장에서, 우디네세는 가에타노 다고스티노, 시모네 페페, 마르코 모타 그리고 알렉산다르 루코비치를 매각했다. 그들은 물론 뛰어난 중앙 수비수 메흐디 베나티아와 윙백 파블로 아르메로 같은 선수들을 데려와 2010-11 시즌의 성공의 열쇠라는 걸 증명하였다. 첫 4경기에서의 패배와 10 경기에서의 무승부를 거두는 등 안 좋은 시작을 하였지만, 우디네세는 자신들의 클럽역사 최다 승점 기록을 갈아치웠고 4위를 차지함으로써 챔피언스리그 진출권을 얻었다. 디 나탈레는 28골을 득점하여, 라치오의 주세페 시뇨리가 1993년과 1994년에 연속으로 득점왕을 차지한 이후로 첫 연이은 카포칸노니에레(이탈리아어: Capocannoniere/세리에 A 득점왕)이 되었다. 시즌 마지막날 홈에서 벌어진 밀란과 0-0으로 끝난 시즌 마지막 경기는 우디네세에 챔피언스리그 위치리라는 것을 보증시켜줬다. 프란체스코 구이돌린 감독은 만약 우디네세가 챔피언스리그에 진출한다면 "보아탱처럼 춤을 추겠다"라는 약속을 지켰고 경기장 가운데에서 춤을 추었다. 코파 이탈리아에서는 16강에서 삼프도리아와 2-2로 경기가 끝나 승부차기까지 갔으나 탈락했다.
2011-12 시즌은 핵심 선수들 셋을 빅클럽에 잃었음에도 전과 같은 열정은 계속되었다(알렉시스 산체스를 FC 바르셀로나에, 괴칸 인러를 나폴리에 그리고 크리스티안 사파타를 비야레알 CF에). 챔피언스리그 플레이오프에서 아스날에게 원정 경기에서 1-0 패배를 하였다. 2차전이 열리는 스타디오 프리울리에서 우디네세가 꼭 넣어야만 했던 패넡티킥을 안토니오 디 나탈레가 실축하면서 2-1 패배를 하여 합계 3-1로 탈락하였고 유로파 리그 예선전에 들어가게 됐다. 리그에서는 15경기를 치른 시점에서 7골만을 내주는 최소 실점 팀으로 수비에서 강점을 보이며 강인한 시작을 보였다. 우디네세는 시즌 마지막날 카타니아와 원정 경기에서 2-0 승리를 거두며 3위를 차지해 연이은 챔피언스리그 진출을 하였다. 여름 이적시장에서 핵심선수 콰드워 아사모아와 마우리시오 이슬라를 리그 챔피언인 유벤투스에 팔았다. 클럽은 챔피언스리그 플레이오프에서 포르투갈 클럽 브라가와 승부차기 끝에 패배하며 탈락하였다.

## 홈 경기장
- 스타디오 모레티 – 1924년-1976년
- 스타디오 프리울리 – 1976년-

## 우승 경력
- UEFA 인터토토컵: 1
  - 2000

- 미트로파컵: 1
  - 1980

- 앵글로-이탈리안컵: 1
  - 1978

- 코파 이탈리아 프리마베라: 1
  - 1993

- 캄피오나토 나치오날레 프리마베라: 1
  - 1981

- 코파 이탈리아 세리에 C: 1
  - 1978

## 선수 명단

### 1군 선수 명단
2023년 11월 13일 기준
참고: FIFA 자격 규정에 따라 소속된 국가대표팀 국기를 표시합니다. 선수는 복수의 FIFA 비회원국 국적을 가지고 있을 수 있습니다.
| 번호 | 포지션 | 국적         | 이름                            |
| ---- | ------ | ------------ | ------------------------------- |
| 1    | GK     |              | 마르코 실베스트리               |
| 2    | DF     | 아일랜드     | 페스티 에보셀레                 |
| 3    | DF     | 모로코       | 아담 마시나                     |
| 4    | MF     | 슬로베니아   | 산디 로브리치                   |
| 5    | DF     |              | 악셀 게산                       |
| 6    | MF     |              | 오이에르 사라가                 |
| 7    | FW     | 나이지리아   | 아이작 석세스                   |
| 8    | MF     | 포르투갈     | 도밍구스 키나                   |
| 9    | FW     | 잉글랜드     | 케이넌 데이비스                 |
| 10   | FW     |              | 제라르드 데울로페우             |
| 11   | MF     |              | 왈라스                          |
| 12   | DF     | 코트디부아르 | 하산 카마라                     |
| 13   | DF     | 포르투갈     | 주앙 페헤이라 (왓퍼드에서 임대) |
| 15   | MF     |              | 말리 아케 (유벤투스에서 임대)   |
| 17   | FW     |              | 로렌초 루카 (피사에서 임대)     |
| 18   | DF     |              | 네우엔 페레스                   |
| 19   | DF     | 나이지리아   | 킹슬리 에히지부에               |

| 번호 | 포지션 | 국적       | 이름                     |
| ---- | ------ | ---------- | ------------------------ |
| 20   | FW     | 포르투갈   | 비발두 세메두            |
| 21   | MF     |            | 에티엔 카마라            |
| 22   | FW     |            | 브레네르                 |
| 23   | DF     | 카메룬     | 엔조 에보세              |
| 24   | MF     | 세르비아   | 라자르 사마르지치        |
| 25   | MF     |            | 마르코 발라리니          |
| 26   | FW     |            | 플로리앙 토뱅            |
| 27   | DF     |            | 크리스티앙 카바셀레      |
| 29   | DF     | 슬로베니아 | 야카 비욜                |
| 31   | DF     |            | 토마스 크리스텐센        |
| 32   | MF     |            | 마르틴 파예로            |
| 33   | DF     | 짐바브웨   | 조던 제무라              |
| 37   | MF     |            | 로베르토 페레이라 (주장) |
| 40   | GK     | 나이지리아 | 마두카 오코예            |
| 80   | FW     |            | 시모네 파푼디            |
| 93   | GK     |            | 다니엘레 파델리          |

### 임대 선수 명단
참고: FIFA 자격 규정에 따라 소속된 국가대표팀 국기를 표시합니다. 선수는 복수의 FIFA 비회원국 국적을 가지고 있을 수 있습니다.
| 번호 | 포지션 | 국적       | 이름                               |
| ---- | ------ | ---------- | ---------------------------------- |
| —    | GK     |            | 에도아르도 피아나 (→ 알레산드리아) |
| —    | DF     | 아일랜드   | 제임스 아반콰 (→ 찰턴 애슬레틱)    |
| —    | DF     | 크로아티아 | 필리프 벤코비치 (→ 트라브존스포르) |

| 번호 | 포지션 | 국적     | 이름                          |
| ---- | ------ | -------- | ----------------------------- |
| —    | DF     | 포르투갈 | 레오나르두 부타 (→ 질 비센트) |
| —    | FW     |          | 마테우스 마르칭스 (→ 왓퍼드)  |

### 리저브 스쿼드
참고: FIFA 자격 규정에 따라 소속된 국가대표팀 국기를 표시합니다. 선수는 복수의 FIFA 비회원국 국적을 가지고 있을 수 있습니다.
| 번호 | 포지션 | 국적       | 이름              |
| ---- | ------ | ---------- | ----------------- |
| 16   | DF     | 크로아티아 | 안토니오 티크비치 |
| 34   | FW     |            | 세쿠 디아와라     |
| 70   | GK     |            | 페데리코 모스카   |
| 71   | MF     | 슬로베니아 | 보르 주네츠       |

| 번호 | 포지션 | 국적       | 이름               |
| ---- | ------ | ---------- | ------------------ |
| 72   | GK     |            | 조엘 말루사        |
| 77   | FW     | 가나       | 라이몬드 아산테    |
| 79   | MF     | 슬로베니아 | 다비드 페이치치    |
| 83   | DF     |            | 사무엘 존 은와추쿠 |

## 역대 감독
|                    | \| 이름 \| 국적 \| 연도 \| \| ------------------ \| ---- \| ------- \| \| 세르조 마넨테 \| \| 1961–62 \| \| 알베르토 엘리아니 \| \| 1962–64 \| \| 마시모 자코미니 \| \| 1973–74 \| \| 세르조 마넨테 \| \| 1973–75 \| \| 움베르토 로사 \| \| 1975–76 \| \| 마시모 자코미니 \| \| 1977–79 \| \| 코라도 오리코 \| \| 1979–80 \| \| 구스타보 자뇨니 \| \| 1980–81 \| \| 엔초 페라리 \| \| 1980–84 \| \| 루이스 비니시우 \| \| 1984–86 \| \| 잔카를로 데 시스티 \| \| 1985–87 \| \| 보라 밀루티노비치 \| \| 1987–88 \| \| 네도 소네티 \| \| 1987–89 \| \| 브루노 마치아 \| \| 1989–90 \| \| 프란코 스콜리오 \| \| 1991–92 \| \| 아드리아노 페델레 \| \| 1991–94 \| \| 알베르토 비곤 \| \| 1992–93 \| |         |
| 이름               | 국적 | 연도    |
| 세르조 마넨테      | 이탈리아 | 1961–62 |
| 알베르토 엘리아니  | 이탈리아 | 1962–64 |
| 마시모 자코미니    | 이탈리아 | 1973–74 |
| 세르조 마넨테      | 이탈리아 | 1973–75 |
| 움베르토 로사      | 아르헨티나 | 1975–76 |
| 마시모 자코미니    | 이탈리아 | 1977–79 |
| 코라도 오리코      | 이탈리아 | 1979–80 |
| 구스타보 자뇨니    | 이탈리아 | 1980–81 |
| 엔초 페라리        | 이탈리아 | 1980–84 |
| 루이스 비니시우    | 브라질 | 1984–86 |
| 잔카를로 데 시스티 | 이탈리아 | 1985–87 |
| 보라 밀루티노비치  | 유고슬라비아 사회주의 연방공화국 | 1987–88 |
| 네도 소네티        | 이탈리아 | 1987–89 |
| 브루노 마치아      | 이탈리아 | 1989–90 |
| 프란코 스콜리오    | 이탈리아 | 1991–92 |
| 아드리아노 페델레  | 이탈리아 | 1991–94 |
| 알베르토 비곤      | 이탈리아 | 1992–93 |

| 이름               | 국적                             | 연도    |
| ------------------ | -------------------------------- | ------- |
| 세르조 마넨테      | 이탈리아                         | 1961–62 |
| 알베르토 엘리아니  | 이탈리아                         | 1962–64 |
| 마시모 자코미니    | 이탈리아                         | 1973–74 |
| 세르조 마넨테      | 이탈리아                         | 1973–75 |
| 움베르토 로사      | 아르헨티나                       | 1975–76 |
| 마시모 자코미니    | 이탈리아                         | 1977–79 |
| 코라도 오리코      | 이탈리아                         | 1979–80 |
| 구스타보 자뇨니    | 이탈리아                         | 1980–81 |
| 엔초 페라리        | 이탈리아                         | 1980–84 |
| 루이스 비니시우    | 브라질                           | 1984–86 |
| 잔카를로 데 시스티 | 이탈리아                         | 1985–87 |
| 보라 밀루티노비치  | 유고슬라비아 사회주의 연방공화국 | 1987–88 |
| 네도 소네티        | 이탈리아                         | 1987–89 |
| 브루노 마치아      | 이탈리아                         | 1989–90 |
| 프란코 스콜리오    | 이탈리아                         | 1991–92 |
| 아드리아노 페델레  | 이탈리아                         | 1991–94 |
| 알베르토 비곤      | 이탈리아                         | 1992–93 |

|                         | \| 이름 \| 국적 \| 연도 \| \| ----------------------- \| ---- \| --------- \| \| 조반니 갈레오네 \| \| 1994–95 \| \| 알베르토 차케로니 \| \| 1995–98 \| \| 프란체스코 구이돌린 \| \| 1998–99 \| \| 루이지 데 카니오 \| \| 1999–01 \| \| 루차노 스팔레티 \| \| 2001 \| \| 로이 호지슨 \| \| 2001 \| \| 잔 피에로 벤투라 \| \| 2001–02 \| \| 루차노 스팔레티 \| \| 2002–05 \| \| 세르세 코스미 \| \| 2005–06 \| \| 네스토르 센시니 (임시) \| \| 2006 \| \| 로리스 도미니시니 \| \| 2006 \| \| 조반니 갈레오네 \| \| 2006–07 \| \| 알베르토 말레사니 \| \| 2007 \| \| 파스콸레 마리노 \| \| 2007–09 \| \| 잔니 데 비아시 \| \| 2009–10 \| \| 파스콸레 마리노 \| \| 2010 \| \| 프란체스코 구이돌린 \| \| 2010–14 \| \| 안드레아 스트라마치오니 \| \| 2014–2015 \| \| 스테파노 콜란투오노 \| \| 2015–2016 \| \| 루이지 데 카니오 \| \| 2016 \| \| 주세페 이아키니 \| \| 2016 \| \| 루이지 델 네리 \| \| 2016–2017 \| \| 마시모 오도 \| \| 2017–2018 \| \| 이고르 투도르 \| \| 2018 \| \| 훌리오 벨라스케스 \| \| 2018 \| \| 다비데 니콜라 \| \| 2018-2019 \| \| 이고르 투도르 \| \| 2019 \| \| 루카 고티 \| \| 2019-2021 \| \| 가브리엘레 초피 (대행) \| \| 2021-2022 \| \| 안드레아 소틸 \| \| 2022- \| |           |
| 이름                    | 국적 | 연도      |
| 조반니 갈레오네         | 이탈리아 | 1994–95   |
| 알베르토 차케로니       | 이탈리아 | 1995–98   |
| 프란체스코 구이돌린     | 이탈리아 | 1998–99   |
| 루이지 데 카니오        | 이탈리아 | 1999–01   |
| 루차노 스팔레티         | 이탈리아 | 2001      |
| 로이 호지슨             | 잉글랜드 | 2001      |
| 잔 피에로 벤투라        | 이탈리아 | 2001–02   |
| 루차노 스팔레티         | 이탈리아 | 2002–05   |
| 세르세 코스미           | 이탈리아 | 2005–06   |
| 네스토르 센시니 (임시)  | 아르헨티나 | 2006      |
| 로리스 도미니시니       | 이탈리아 | 2006      |
| 조반니 갈레오네         | 이탈리아 | 2006–07   |
| 알베르토 말레사니       | 이탈리아 | 2007      |
| 파스콸레 마리노         | 이탈리아 | 2007–09   |
| 잔니 데 비아시          | 이탈리아 | 2009–10   |
| 파스콸레 마리노         | 이탈리아 | 2010      |
| 프란체스코 구이돌린     | 이탈리아 | 2010–14   |
| 안드레아 스트라마치오니 | 이탈리아 | 2014–2015 |
| 스테파노 콜란투오노     | 이탈리아 | 2015–2016 |
| 루이지 데 카니오        | 이탈리아 | 2016      |
| 주세페 이아키니         | 이탈리아 | 2016      |
| 루이지 델 네리          | 이탈리아 | 2016–2017 |
| 마시모 오도             | 이탈리아 | 2017–2018 |
| 이고르 투도르           | 크로아티아 | 2018      |
| 훌리오 벨라스케스       | 스페인 | 2018      |
| 다비데 니콜라           | 이탈리아 | 2018-2019 |
| 이고르 투도르           | 크로아티아 | 2019      |
| 루카 고티               | 이탈리아 | 2019-2021 |
| 가브리엘레 초피 (대행)  | 이탈리아 | 2021-2022 |
| 안드레아 소틸           | 이탈리아 | 2022-     |

| 이름                    | 국적       | 연도      |
| ----------------------- | ---------- | --------- |
| 조반니 갈레오네         | 이탈리아   | 1994–95   |
| 알베르토 차케로니       | 이탈리아   | 1995–98   |
| 프란체스코 구이돌린     | 이탈리아   | 1998–99   |
| 루이지 데 카니오        | 이탈리아   | 1999–01   |
| 루차노 스팔레티         | 이탈리아   | 2001      |
| 로이 호지슨             | 잉글랜드   | 2001      |
| 잔 피에로 벤투라        | 이탈리아   | 2001–02   |
| 루차노 스팔레티         | 이탈리아   | 2002–05   |
| 세르세 코스미           | 이탈리아   | 2005–06   |
| 네스토르 센시니 (임시)  | 아르헨티나 | 2006      |
| 로리스 도미니시니       | 이탈리아   | 2006      |
| 조반니 갈레오네         | 이탈리아   | 2006–07   |
| 알베르토 말레사니       | 이탈리아   | 2007      |
| 파스콸레 마리노         | 이탈리아   | 2007–09   |
| 잔니 데 비아시          | 이탈리아   | 2009–10   |
| 파스콸레 마리노         | 이탈리아   | 2010      |
| 프란체스코 구이돌린     | 이탈리아   | 2010–14   |
| 안드레아 스트라마치오니 | 이탈리아   | 2014–2015 |
| 스테파노 콜란투오노     | 이탈리아   | 2015–2016 |
| 루이지 데 카니오        | 이탈리아   | 2016      |
| 주세페 이아키니         | 이탈리아   | 2016      |
| 루이지 델 네리          | 이탈리아   | 2016–2017 |
| 마시모 오도             | 이탈리아   | 2017–2018 |
| 이고르 투도르           | 크로아티아 | 2018      |
| 훌리오 벨라스케스       | 스페인     | 2018      |
| 다비데 니콜라           | 이탈리아   | 2018-2019 |
| 이고르 투도르           | 크로아티아 | 2019      |
| 루카 고티               | 이탈리아   | 2019-2021 |
| 가브리엘레 초피 (대행)  | 이탈리아   | 2021-2022 |
| 안드레아 소틸           | 이탈리아   | 2022-     |